# Charles Skelton

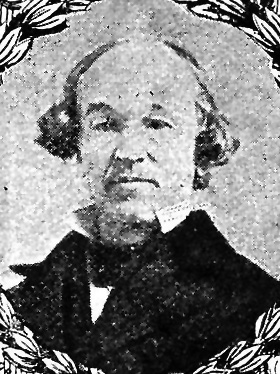
Charles Skelton

Charles Skelton (* 19. April 1806 in Buckingham, Bucks County, Pennsylvania; † 20. Mai 1879 in Trenton, New Jersey) war ein US-amerikanischer Politiker. Zwischen 1851 und 1855 vertrat er den Bundesstaat New Jersey im US-Repräsentantenhaus.

## Werdegang
Charles Skelton besuchte die öffentlichen Schulen seiner Heimat und die Trenton Academy. Um das Jahr 1829 zog er nach Trenton, wo er im Handel arbeitete. 1835 zog er nach Philadelphia, wo er bis 1838 am Jefferson Medical College Medizin studierte. Nach seiner Zulassung als Arzt begann er dort in diesem Beruf zu praktizieren. 1841 kehrte er nach Trenton zurück. Im Jahr 1848 wurde er Schulrat in dieser Stadt. Politisch schloss sich Skelton der Demokratischen Partei an.
Bei den Kongresswahlen des Jahres 1850 wurde er im zweiten Wahlbezirk von New Jersey in das US-Repräsentantenhaus in Washington, D.C. gewählt, wo er am 4. März 1851 die Nachfolge von William A. Newell antrat. Nach einer Wiederwahl konnte er bis zum 3. März 1855 zwei Legislaturperioden im Kongress absolvieren. Diese waren von den Ereignissen im Vorfeld des Bürgerkrieges bestimmt. Dabei ging es vor allem um die Frage der Sklaverei.
Im Jahr 1854 verzichtete Skelton auf eine weitere Kongresskandidatur. Nach dem Ende seiner Zeit im US-Repräsentantenhaus arbeitete er wieder als Arzt; zwischen 1873 und 1875 gehörte er dem Common Council an. Er starb am 20. Mai 1879 in Trenton.